# Saredo tsumibito wa ryū to odoru
Saredo tsumibito wa ryū to odoru (されど罪人は竜と踊る? lett. "Anche così, i peccatori danzano coi draghi") è una serie di light novel scritta da Labo Asai e illustrata da Miyagi, pubblicata in otto volumi da Kadokawa Shoten, sotto l'etichetta Kadokawa Sneaker Bunko, tra gennaio 2003 e aprile 2006. Un adattamento manga è stato serializzato sul Beans Ace sempre di Kadokawa Shoten tra il 2005 e il 2006, mentre una rivisitazione della serie, sottotitolata Dances with the Dragons ed edita da Shogakukan sotto l'etichetta Gagaga Bunko, ha avuto inizio a maggio 2008. Un adattamento anime di Dances with the Dragons, prodotto da Seven Arcs Pictures, è stato trasmesso in Giappone tra il 5 aprile e il 21 giugno 2018.

## Media

### Light novel
La serie di light novel, scritta da Labo Asai e illustrata da Miyagi, è stata pubblicata in otto volumi da Kadokawa Shoten, sotto l'etichetta Kadokawa Sneaker Bunko, tra il 30 gennaio 2003 e il 28 aprile 2006.
| Nº | Titolo italiano (traduzione letterale)                                                                                           | Data di prima pubblicazione         | Data di prima pubblicazione |
| Nº | Titolo italiano (traduzione letterale)                                                                                           | Giapponese                          |                             |
| 1  | — | 30 gennaio 2003 ISBN 4-04-428901-8  |                             |
| 2  | Oh cenere, avvisa i draghi 「灰よ、竜に告げよ」 - Hai yo, ryū ni tsugeyo                                                         | 30 maggio 2003 ISBN 4-04-428902-6   |                             |
| 3  | Il giorno della catastrofe 「災厄の一日」 - Saiyaku no ichinichi                                                                 | 29 novembre 2003 ISBN 4-04-428903-4 |                             |
| 4  | A lungo in un bacio, troppo poco nell'amore 「くちづけでは長く、愛には短すぎて」 - Kuchizuke de wa nagaku, ai ni wa mijikasugite | 27 dicembre 2003 ISBN 4-04-428904-2 |                             |
| 5  | E poi, il paradiso è troppo duraturo 「そして、楽園はあまりに永く」 - Soshite, rakuen wa amari ni nagaku                         | 31 luglio 2004 ISBN 4-04-428905-0   |                             |
| 6  | Frammenti di reminiscenza 「追憶の欠片」 - Tsuioku no kakera                                                                     | 28 dicembre 2004 ISBN 4-04-428906-9 |                             |
| 7  | Per sonnecchiare con te 「まどろむように君と」 - Madoromu yō ni kimi to                                                          | 30 giugno 2005 ISBN 4-04-428907-7   |                             |
| 8  | Assalto 「Assault」 | 28 aprile 2006 ISBN 4-04-428908-5   |                             |

Una rivisitazione della serie sottotitolata Dances with the Dragons (lett. "Danze coi draghi"), sempre scritta da Labo Asai e illustrata fino al tredicesimo volume da Miyagi e poi da Zain, ha avuto inizio il 20 maggio 2008. Al 20 marzo 2018 i volumi editi da Shogakukan, sotto l'etichetta Gagaga Bunko, ammontano a ventuno.
| Nº | Titolo italiano (traduzione letterale)                                                        | Data di prima pubblicazione              | Data di prima pubblicazione |
| Nº | Titolo italiano (traduzione letterale)                                                        | Giapponese                               |                             |
| 1  | —                                                                                             | 20 maggio 2008 ISBN 978-4-09-451072-0    |                             |
| 2  | Cenere a desiderio 「Ash to Wish」                                                            | 18 giugno 2008 ISBN 978-4-09-451076-8    |                             |
| 3  | Alba argentata, crepuscolo dorato 「Silverdawn Goldendusk」                                   | 18 settembre 2008 ISBN 978-4-09-451088-1 |                             |
| 4  | I giocatori d'azzardo della scommessa dell'anima 「Soul Bet's Gamblers」                      | 18 ottobre 2008 ISBN 978-4-09-451094-2   |                             |
| 5  | Dure giornate & notti 「Hard Days & Nights」                                                  | 18 febbraio 2009 ISBN 978-4-09-451116-1  |                             |
| 6  | Finché cado 「As Long as I Fall」                                                             | 17 aprile 2009 ISBN 978-4-09-451132-1    |                             |
| 7  | Andare a uccidere la storia d'amore 「Go to Kill the Love Story」                             | 18 agosto 2009 ISBN 978-4-09-451153-6    |                             |
| 8  | Qui, da nessuna parte 「Nowhere Here」                                                        | 20 ottobre 2009 ISBN 978-4-09-451165-9   |                             |
| 9  | Sii la prossima vittima 「Be on the Next Victim」                                             | 17 luglio 2010 ISBN 978-4-09-451218-2    |                             |
| 10 | Marea scarlatta 「Scarlet Tide」                                                              | 17 giugno 2011 ISBN 978-4-09-451279-3    |                             |
| 11 | Aspettando qui per fermare il cuore rumoroso 「Waiting Here to Stop the Noisy Heart」         | 18 maggio 2012 ISBN 978-4-09-451339-4    |                             |
| 12 | Colui che voglio 「The One I Want」                                                           | 18 aprile 2013 ISBN 978-4-09-451406-3    |                             |
| 13 | Anche se diventi polvere di stelle 「Even If You Become the Stardust」                        | 18 dicembre 2013 ISBN 978-4-09-451457-5  |                             |
| 14 | Venuti in una notte senza fine 「果てしなき夜ぞ来たりて」 - Hateshinaki yoru zo kitarite      | 18 settembre 2014 ISBN 978-4-09-451510-7 |                             |
| 15 | Parabola color lapislazzuli 「瑠璃色の放物線」 - Ruri-iro no hōbutsusen                       | 20 gennaio 2015 ISBN 978-4-09-451529-9   |                             |
| 16 | Continuare a sognare l'eternità 「永劫を夢見るままに」 - Eigō o yumemiru mama ni              | 18 febbraio 2015 ISBN 978-4-09-451535-0  |                             |
| 17 | La fiaba impacchettata 「箱詰めの童話」 - Hakozume no dōwa                                    | 20 luglio 2016 ISBN 978-4-09-451619-7    |                             |
| 18 | Da qualche parte, il canto di qualcuno 「どこかで、誰かの歌が」 - Dokoka de, dareka no uta ga | 18 agosto 2016 ISBN 978-4-09-451627-2    |                             |
| 19 | Il passo falso di Haiyuki 「灰雪の蹉跌」 - Haiyuki no satetsu                                 | 17 febbraio 2017 ISBN 978-4-09-451659-3  |                             |
| 20 | Trenta milioni di bellissime rovine 「三千万の美しき残骸」 - Sanzenman no utsukushiki zangai  | 20 settembre 2017 ISBN 978-4-09-451698-2 |                             |
| 21 | Il sole al tramonto nel cielo 「天への落日」 - Ten e no rakujitsu                             | 20 marzo 2018 ISBN 978-4-09-451724-8     |                             |

### Manga
Un adattamento manga di Yaku Haibara è stato serializzato sulla rivista Beans Ace di Kadokawa Shoten tra l'8 luglio 2005 e il 7 aprile 2006. I vari capitoli sono stati raccolti in un unico volume tankōbon, pubblicato il 22 giugno 2006 con ISBN 4-04-713833-9.

### Anime
Annunciato il 18 agosto 2016 sul diciottesimo volume delle light novel, un adattamento anime di Dances with the Dragons, prodotto da Seven Arcs Pictures per la regia di Hirokazu Hanai e originariamente previsto per ottobre 2017, è andato in onda dal 5 aprile al 21 giugno 2018. Le sigle di apertura e chiusura sono rispettivamente Divine Criminal dei FripSide e Décadence di Maon Kurosaki.

#### Episodi
| Nº | Titolo italiano (traduzione letterale) Giapponese 「Kanji」 - Rōmaji                                              | In onda        | In onda |
| Nº | Titolo italiano (traduzione letterale) Giapponese 「Kanji」 - Rōmaji                                              | Giapponese     |         |
| 1  | Il canto calamitoso di jushiki e spade 「咒式と剣の禍唄」 - Jushiki to ken no wazawai-uta                         | 5 aprile 2018  |         |
| 2  | Il festival del cardinale 「枢機卿長の祝祭」 - Sūkikyō-chō no shukusai                                            | 12 aprile 2018 |         |
| 3  | Il filatore di luce 「光の紡ぎ手」 - Hikari no tsumugite                                                          | 19 aprile 2018 |         |
| 4  | I balli a gruppi di coloro dotati di ali 「翼持つものたちの群舞」 - Tsubasa motsu mono-tachi no gunbu             | 26 aprile 2018 |         |
| 5  | La dea della vendetta 「復讐の女神」 - Fukushū no megami                                                          | 3 maggio 2018  |         |
| 6  | Cattivo presagio 「凶兆」 - Kyōchō                                                                                | 10 maggio 2018 |         |
| 7  | Invito a un party di sera 「夜会への誘い」 - Yakai e no sasoi                                                     | 17 maggio 2018 |         |
| 8  | Giornate quiete e serate solitarie 「おだやかな昼とさびしい夜」 - Odayaka na hiru to sabishii yoru                | 24 maggio 2018 |         |
| 9  | La rivelazione della malizia 「悪意の啓示」 - Akui no keiji                                                       | 31 maggio 2018 |         |
| 10 | La ghigliottina dei ragni • Il tempo dei serpenti 「蜘蛛の断頭台・蛇の刻限」 - Kumo no dantōdai • Hebi no kokugen | 7 giugno 2018  |         |
| 11 | Un finale di sassolini 「砂礫の終局図」 - Sareki no shūkyoku-zu                                                   | 14 giugno 2018 |         |
| 12 | Anche così, noi… 「されど我らは」 - Saredo warera wa                                                              | 21 giugno 2018 |         |